# Stefan Parkman
Stefan Parkman (Upsala, 22 de junio de 1952) es un director de orquesta sueco. Es profesor de la Universidad de Upsala, donde ocupa la cátedra de dirección coral Eric Ericson.
De 2002 a 2005, Parkman fue director principal del Coro de la Radio Sueca, y también ha sido el director del Coro de la Radio Danesa y del Coro de Niños de la Catedral de Upsala. Desde 1983, ha sido el líder del Uppsala Akademiska Kammarkör. 
Parkman fue galardonado con la Orden de Dannebrog danesa en 1997. En 1998, fue elegido miembro de la Real Academia Sueca de Música.